# Otep
Otep är ett amerikanskt metalband som bildades 2000 i Los Angeles av sångaren Otep Shamaya. Hon är gruppens frontfigur och enda ständiga medlem. Bandets aggressiva form av alternativ metal har mycket inslag av industrial- och gothic metal samt poetiska texter. Debutalbumet Sevas Tra släpptes i juni 2002 på skivbolaget Capitol och producerades av Terry Date.

## Medlemmar
Nuvarande medlemmar
- Otep Shamaya – sång (2000– )
- Ari Mihalopoulos – gitarr (2011– )
- Justin Kier – trummor (2013– )
- Andrew Barnes – basgitarr (2016– )

Tidigare medlemmar
- Rob Patterson – gitarr (2001–2004, 2009)
- Mark "Moke" Bistany – trummor (2000–2003, 2009)
- Dave "Spooky" Aguilera – gitarr (2000–2001)
- Tarver Marsh – gitarr (2000)
- Karma Singh Cheema – gitarr (2006–2007)
- Jason "eViL J" McGuire – basgitarr (2000–2010)
- Brian "Haggis" Wolff – trummor (2006–2008)
- Corey Wolford – basgitarr (2013–2016)

Turnerande medlemmar
- Lane Maverick – gitarr (2001)
- Lee Rios – gitarr (2004)
- Scotty CH – gitarr (2005)
- Aaron Nordstrom – gitarr (2007–2008)
- Steven Barbola – gitarr (2008–2010)
- Scot Coogan – trummor (2003)
- David Lopez – trummor (2004)
- Doug Pellerin – trummor (2004–2005)
- Dave Gentry – trummor (2008–2010)
- Chasin Cox – trummor (2010)
- Joe Fox – trummor (2011)
- Chase Brickenden – trummor (2012)
- Erik Tisinger – basgitarr (2011–2013)

## Diskografi

### Studioalbum
- 2002 – Sevas Tra
- 2004 – House of Secrets
- 2007 – The Ascension
- 2009 – Smash the Control Machine
- 2011 – Atavist
- 2013 – Hydra

### Livealbum
- 2012 – Sounds Like Armageddon

### EP
- 2001 – Jihad
- 2005 – Wurd Becomes Flesh

### Singlar
- 2002 – "Blood Pigs"
- 2002 – "Possession"
- 2004 – "Warhead"
- 2004 – "Buried Alive"
- 2007 – "Ghostflowers"
- 2007 – "Breed" (Nirvana-cover)
- 2008 – "Perfectly Flawed"
- 2009 – "Smash the Control Machine"
- 2010 – "Rise, Rebel, Resist"
- 2011 – "Fists Fall"
- 2011 – "Not to Touch the Earth"
- 2013 – "Apex Predator"